# 내 완벽한 남사친의 비밀
《내 완벽한 남사친의 비밀》(영어: Unleashed)은 미국에서 제작된 핀 테일러 감독의 2016년 로맨틱 코미디 영화이다. 케이트 미쿠치 등이 출연하였고, 수전 존슨 등이 제작에 참여하였다.

## 출연
- 케이트 미쿠치
- 저스틴 채트윈
- 스티브 하우이
- 숀 애스틴
- 하나 메이 리
- 조시 브레너
- 일리아나 더글러스
- 캐시 가버
- 스콧 코피

## 제작
이 영화는 2015년 7월 1일부터 29일까지 샌프란시스코에서 촬영되었다.

## 기타 제작진
- 라인 제작: 조엘 새딜렉
- 배역: 시그 더미겔, 스티븐 빈센트
- 미술: 로버트 리유타
- 의상: 서맨사 쿠스터

## 개봉
이 영화는 2016년 10월 12일 밀밸리 영화제를 통해 전 세계 최초로 상영되었다.